# Караїмський єврейський університет
Караїмський єврейський університет — некомерційна корпорація, зареєстрована в Каліфорнії, США, в листопаді 2005 року з метою розповсюдження вивчення караїмського юдаїзму. Караїмський єврейський університет не акредитований як академічний заклад. Однак Рада мудреців універсального караїмського юдаїзму дозволила викладати курс вступу до караїмського юдаїзму як для євреїв-рабинів, які бажають офіційно приєднатися до караїмського юдаїзму, так і для потенційних навернених до юдаїзму відповідно до караїмської практики. Універсальний караїмський юдаїзм — офіційний орган, визнаний Державою Ізраїль представником караїмських євреїв у питаннях особистого статусу. Перший клас «Вступ до юдаїзму» в університеті розпочався в лютому 2006 року і закінчився у травні 2007 року. Десять випускників курсу перейшли до юдаїзму разом із своїми дітьми під егідою конгрегації Бнай Ізраїль караїмських євреїв Америки в місті Дейлі, штат Каліфорнія, 30 липня 2007 р. Це були перші офіційні санкціоновані переходи до юдаїзму за караїмським обрядом з 1465 року.  2 вересня 2007 р. університет присвоїв почесний докторський ступінь з освіти Мураду Ель-Кодсі, історику та автору «Караїмських євреїв Єгипту» та караїмів Польщі, Литви, Росії та України. Ель-Кодсі був призначений заступником декана університету, функцією якого буде наставництво аспірантів університету.